# Epercy
Ancienne commune du Jura, sur la rive droite de la Bienne, Epercy a été supprimée comme commune indépendante dès 1822 et son territoire réparti entre deux communes :
- Jeurre ;
- Lavancia, aujourd'hui Lavancia-Epercy.